# سیارک ۱۵۲۲۲۷
سیارک ۱۵۲۲۲۷ (به انگلیسی: 152227 Argoli، نامگذاری:2005SO4) صد و پنجاه و دو هزار و دویست و بیست و هفتمین سیارک کشف شده‌است که در ۲۴ سپتامبر ۲۰۰۵ کشف شد.